# Barton MacLane
Barton MacLane (Columbia, Carolina del Sur; 25 de diciembre de 1902-Santa Mónica, California; 1 de enero de 1969) fue un actor, dramaturgo y guionista estadounidense. Aunque actuó en muchos filmes clásicos entre las décadas de 1930 y 1960, se hizo conocido principalmente por su papel del General Martin Peterson en la serie televisiva de los años sesenta Mi bella genio.

## Carrera
MacLane nació en Columbia (Carolina del Sur), y estudió en la Universidad Wesleyana de Middletown (Connecticut), donde destacó como jugador de fútbol americano. Su primer papel para el cine, en The Quarterback (1926), llegó como resultado de esa habilidad. Posteriormente estudió en la American Academy of Dramatic Arts. 
Su debut teatral en Broadway tuvo lugar en 1927 con la obra de Bayard Veiller The Trial of Mary Dugan. Posteriormente actuó en las obras de Broadway Gods of the Lighting (1928) y Subway Express (1929). Ese mismo año también intervino en el filme de Los hermanos Marx The Cocoanuts.
La primera actuación de MacLane para el cine apareciendo en los créditos fue en el drama romántico de 1931 His Woman. Al año siguiente escribió la obra Rendezvous, que vendió a Arthur Hopkins, y que se representó en Broadway, interpretando MacLane uno de los papeles.

### Trabajo cinematográfico entre las décadas de 1930 y 1950
El éxito de Rendezvous le valió a MacLane un contrato con Warner Bros., llamando la atención de varios renombrados directores cinematográficos, entre ellos Fritz Lang, Michael Curtiz, y William Keighley. Gracias a ello, durante el resto de los años 30 MacLane trabajó activamente en el medio cinematográfico, con importantes papeles de reparto en producciones como The Case of the Curious Bride, G Men, The Prince and the Pauper, y los filmes de Fritz Lang Sólo se vive una vez y You and Me. También fue el detective Steve McBride en muchas películas sobre el ficticio periodista Torchy Blane.
En los años 30 y 40 MacLane trabajó en varias películas junto a la legendaria estrella cinematográfica Humphrey Bogart. De dichas actuaciones quizás destaca su papel de Detective Dundy frente al Sam Spade de Bogart en el filme de John Huston El halcón maltés. MacLane trabajó de nuevo con ambos en el filme de 1948 ganador de un Premio Oscar El tesoro de Sierra Madre.
Entre las numerosas producciones para las que trabajó MacLane en los años 40 figuran The Big Street, Dr. Jekyll and Mr. Hyde (de Victor Fleming), Western Union (Espíritu de conquista) (dirigida por Fritz Lang), The Mummy's Ghost (de Reginald Le Borg) y el filme de Frank Borzage The Spanish Main. También actuó en dos filmes de Tarzán protagonizados por Johnny Weissmüller, Tarzán y las Amazonas y Tarzán y la cazadora. Entre los títulos en los que intervino en los años 50 destacan Kiss Tomorrow Goodbye, The Glenn Miller Story, y Three Violent People.

### Televisión y últimas actuaciones cinematográficas
En la década de 1950 MacLane empezó a trabajar con regularidad en la televisión. Entre 1953 y 1967 intervino en programas como Conflict, Lux Video Theatre, Westinghouse Desilu Playhouse, Laramie, Perry Mason, The Monkees, y Gunsmoke. 
En la temporada televisiva 1960-1961 MacLane trabajó con regularidad en la serie western de la NBC Outlaws, actuando como el Marshal Frank Caine. Sus compañeros de reparto eran Don Collier y Jock Gaynor. Su última actuación cinematográfica tuvo lugar en el filme de Frank Capra de 1961 Pocketful of Miracles.
En 1965 MacLane fue elegido para interpretar al General Martin Peterson en la serie televisiva Mi bella genio. En total intervino en 35 episodios de la serie entre 1965 y 1969, tres de ellos emitidos tras haber fallecido el actor. Su personaje fue reemplazado hacia el final de la serie por el General Schaeffer, al cual interpretaba Vinton Hayworth.

## Vida personal y fallecimiento
En 1939 MacLane se casó con la actriz Charlotte Wynters. Desde la década de 1940 hasta el momento de su muerte, el actor mantuvo un rancho de ganado en el este del Condado de Madera, California, propiedad en la que residía cuando no actuaba. 
Barton MacLane falleció a causa de un cáncer el 1 de enero de 1969 en Santa Mónica (California). Fue enterrado en el Cementerio Valhalla Memorial Park de Hollywood. 
Por su contribución a la industria televisiva, Barton MacLane recibió una estrella en el Paseo de la Fama de Hollywood, en el 6719 de Hollywood Boulevard.

## Filmografía seleccionada
| Películas  | Películas                                | Películas                      | Películas                                                     |  |
| Año        | Título                                   | Papel                          | Observaciones                                                 |  |
| ---------- | ---------------------------------------- | ------------------------------ | ------------------------------------------------------------- |  |
| 1929       | The Cocoanuts                            | Bañista                        | No acreditado                                                 |  |
| 1933       | The Thundering Herd (La horda maldita)   | Pruitt, guardaespaldas de Jett | Otro título: Buffalo Stampede                                 |  |
| 1933       | To the Last Man                          | Neil Stanley                   | Otro título: Law of Vengeance                                 |  |
| 1933       | Man of the Forest (El hombre del bosque) |                                | De Henry Hathaway                                             |  |
| 1933       | Tillie and Gus                           |                                | De Francis Martin                                             |  |
| 1935       | Black Fury (El infierno negro)           | McGee                          |                                                               |  |
| 1935       | Go Into Your Dance (Casino de París)     | Duke Hutchinson                | Con el nombre de Barton Mac Lane Otro título: Casino de Paree |  |
| 1935       | Page Miss Glory (La divina gloria)       | Blackie                        | Con el nombre de Barton McLane                                |  |
| 1935       | The Case of the Lucky Legs               | Detective Bisonette            | Con el nombre de Barton Mac Lane                              |  |
| 1935       | I Found Stella Parish                    | Clifton "Cliff" Jeffords       |                                                               |  |
| 1935       | Frisco Kid (La ciudad siniestra)         | Spider Burke                   |                                                               |  |
| 1936       | The Walking Dead                         | Loder                          |                                                               |  |
| 1936       | Bullets or Ballots                       | Al Kruger                      |                                                               |  |
| 1937       | Ever Since Eve                           | Al McCoy, fontanero            |                                                               |  |
| 1937       | San Quentin                              | Tte. Druggin                   |                                                               |  |
| 1939       | Stand Up and Fight                       | Crowder                        |                                                               |  |
| 1940       | Melody Ranch                             | Mark Wildhack                  |                                                               |  |
| 1941       | High Sierra (El último refugio)          | Jake Kranmer                   |                                                               |  |
| 1941       | Barnacle Bill                            | John Kelly                     |                                                               |  |
| 1941       | Manpower                                 | Smiley Quinn                   |                                                               |  |
| 1941       | All Through the Night                    | Marty Callahan                 |                                                               |  |
|            | El halcón maltés                         | Detective Dundy                |                                                               |  |
| 1944       | Cry of the Werewolf                      | Teniente Barry Lane            |                                                               |  |
| 1948       | El tesoro de Sierra Madre                | Pat McCormick                  |                                                               |  |
| 1949       | Red Light                                | Detective Strecker             |                                                               |  |
| 1950       | Let's Dance                              | Larry Channock                 |                                                               |  |
| 1953       | Kansas Pacific                           | Cal Bruce                      |                                                               |  |
| 1956       | Backlash (El sexto fugitivo)             | Sargento George Lake           |                                                               |  |
| 1958       | Girl on the Run                          | Big Jim                        |                                                               |  |
| 1958       | The Geisha Boy                           | Mayor Ridgley                  |                                                               |  |
| 1961       | Pocketful of Miracles                    | Inspector de policía           | Con el nombre de Barton Maclane                               |  |
| 1965       | The Rounders (Los desbravadores)         | Tanner                         |                                                               |  |
| 1968       | Buckskin                                 | Doc Raymond                    | Otro título: The Frontiersman                                 |  |
| Televisión |                                          |                                |                                                               |  |
| Año        | Título                                   | Papel                          | Observaciones                                                 |  |
| 1955       | The Pepsi-Cola Playhouse                 | Capitán Hansen                 | 1 episodio                                                    |  |
| 1955       | Schlitz Playhouse of Stars               | Jefe Brooks                    | 1 episodio                                                    |  |
| 1956       | Cheyenne'                                | Storm                          | 1 episodio                                                    |  |
| 1956       | The Kaiser Aluminum Hour                 | Dan Royal                      | 1 episodio                                                    |  |
| 1957       | Circus Boy                               | Nolan                          | 1 episodio                                                    |  |
| 1958       | Kraft Television Theatre                 | Potter                         | 1 episodio                                                    |  |
| 1958       | 77 Sunset Strip                          | Brannigan                      | 1 episodio                                                    |  |
| 1959       | Black Saddle                             | General Orester Fowler         | 1 episodio                                                    |  |
| 1960       | Overland Trail                           | Jed Braddock                   | 1 episodio                                                    |  |
| 1960-1960  | Outlaws                                  | Marshal Frank Caine            | 10 episodios                                                  |  |
| 1965-1969  | Mi bella genio                           | General Peterson               | 35 episodios                                                  |  |
| 1966       | The Munsters                             | Big Roy                        | 1 episodio                                                    |  |
| 1967       | Hondo                                    | Markham                        | 1 episodio                                                    |  |